# 1960年の日本公開映画
- 映画 > 映画の一覧 > 年度別日本公開映画 > 1960年の日本公開映画
- 映画 > 1960年の映画 > 1960年の日本公開映画

1960年の日本公開映画（1960ねんのにほんこうかいえいが）では、1960年（昭和35年）1月1日から同年12月31日までに日本で商業公開された映画の一覧を記載。作品名の右の丸括弧内は製作国を示す。
記載の凡例については年度別日本公開映画#凡例を参照

## 作品一覧
日本映画だけで581作に上る。

### 1月
- 3日
  - 暗黒街の対決 （ 日本）
  - 口笛が流れる港町 （ 日本）
  - 刑事物語 東京の迷路 （ 日本）
  - 天下の大泥棒 白浪五人男 （ 日本）
- 8日
  - ベニスと月とあなた （ イタリア /  フランス）
- 14日
  - 拳銃の報酬 （ アメリカ合衆国）
- 15日
  - 女が階段を上る時 （ 日本）
  - 事件記者 時限 （ 日本）
  - 新・三等重役 旅と女と酒の巻 （ 日本）
  - 鉄火場の風 （ 日本）
- 27日
  - 黒い花びら （ 日本）
  - 警視庁物語 深夜便130列車 （ 日本）
  - 現代サラリーマン 恋愛武士道 （ 日本）
  - 流転の王妃 （ 日本）
- 30日
  - 5つの銅貨 （ アメリカ合衆国）
  - 夜を楽しく （ アメリカ合衆国）

### 2月
- 8日
  - 拳銃無頼帖 抜き射ちの竜 （ 日本）
- 10日
  - 渚にて （ アメリカ合衆国）
- 14日
  - 刑事物語 殺人者を挙げろ （ 日本）
  - まぼろし探偵 地底人襲来 （ 日本）
  - 落語天国紳士録 （ 日本）
- 21日
  - 白い荒野 （ アメリカ合衆国）
  - 非情都市 （ 日本）
- 24日
  - 僕は御免だ （ アメリカ合衆国）
- 27日
  - 橋 （ 西ドイツ）
- 28日
  - サザエさんの赤ちゃん誕生 （ 日本）
  - 海から来た流れ者[2] （ 日本）
  - 嵐を呼ぶ楽団 （ 日本）

### 3月
- 1日
  - 銭形平次捕物控 美人蜘蛛 （ 日本）
  - 透明天狗 （ 日本）
- 4日
  - 次郎物語 （ 日本）
- 8日
  - 大いなる旅路 （ 日本）
- 13日
  - 黒い画集 あるサラリーマンの証言 （ 日本）
- 15日
  - 去年の夏 突然に （ アメリカ合衆国）
- 17日
  - 大人は判ってくれない （ フランス）
- 18日
  - 黄色いさくらんぼ （ 日本）
  - 白い波濤 （ 日本）
- 19日
  - 肉体の遺産 （ アメリカ合衆国）
- 20日
  - 打倒 （ 日本）
- 22日
  - 風小僧 風雲虹ヶ谷 （ 日本）
  - ロベレ将軍 （ イタリア/ フランス）
- 23日
  - からっ風野郎 （ 日本）
  - 東京の女性 （ 日本）
- 26日
  - 勝手にしやがれ （ フランス）
  - 銀座旋風児 目撃者は彼奴だ （ 日本）
- 27日
  - 新吾十番勝負 第三部 （ 日本）
- 29日
  - 国定忠治 （ 日本）
  - サラリーマン出世太閤記・完結篇 花婿部長No.1 （ 日本）
  - 白馬童子 南蛮寺の決斗 （ 日本）

### 4月
- 1日
  - 激しい季節 （ イタリア/ フランス）
  - ベン・ハー （ アメリカ合衆国）
- 2日
  - ごろつき決死隊 （ チェコ）
  - あじさいの歌 （ 日本）
- 7日
  - ハワイ犯罪地図 （ アメリカ合衆国）
- 10日
  - 電送人間 （ 日本）
  - 爆笑嬢はん日記 （ 日本）
- 12日
  - 美しき冒険 （ 西ドイツ）
  - 鉄腕ゴライアス 蛮族の恐怖 （ イタリア）
  - 白馬童子 南蛮寺の決斗 完結篇 （ 日本）
- 13日
  - 新吾十番勝負 完結篇 （ 日本）
  - 扉を叩く子 （ 日本）
  - ぼんち （ 日本）
- 16日
  - 邪魔者は消せ （ 日本）
- 24日
  - 大爆破 （ アメリカ合衆国）
- 26日
  - 新・三等重役 当るも八卦の巻 （ 日本）
  - 戦争・はだかの兵隊 （ イタリア/ フランス）
  - 照る日くもる日 （ 日本）
  - ハワイ・ミッドウェイ大海空戦 太平洋の嵐 （ 日本）
- 27日
  - 大江山酒天童子 （ 日本）
  - 勝利と敗北 （ 日本）
- 28日
  - 地底探検 （ アメリカ合衆国）
- 29日
  - 黄線地帯 イエローライン （ 日本）
  - 銀嶺の王者 （ 日本）
  - 青年の樹 （ 日本）

### 5月
- 1日
  - 征服されざる西部 （ アメリカ合衆国）
- 3日
  - 照る日くもる日 後篇 （ 日本）
- 10日
  - 恐妻党総裁に栄光あれ （ 日本）
  - 二重の鍵 （ フランス）
  - 別離の歌 （ フランス）
- 13日
  - 伊豆の踊子 （ 日本）
  - 続次郎物語 若き日の怒り （ 日本）
- 14日
  - 拳銃無頼帖 電光石火の男 （ 日本）
  - 素晴らしき遺産 （ 日本）
- 15日
  - エラブの海 （ 日本）
  - オランウータンの知恵 （ 日本）
  - 路傍の石 （ 日本）
- 17日
  - 風小僧 風流河童剣 （ 日本）
- 18日
  - 歌行燈 （ 日本）
- 20日
  - いろはにほへと （ 日本）
  - 番頭はんと丁稚どん （ 日本）
- 24日
  - 風小僧 流星剣の舞 （ 日本）
- 26日
  - カルタゴ （ イタリア /  フランス）
- 27日
  - 歌え!太陽 （ イタリア）
- 28日
  - のっぽ物語 （ アメリカ合衆国）
- 31日
  - 桃太郎侍 江戸の修羅王 （ 日本）
  - 最後の航海 （ アメリカ合衆国）

### 6月
- 2日
  - カンカン （ アメリカ合衆国）
- 3日
  - 青春残酷物語 （ 日本）
- 4日
  - 西部に賭ける女 （ アメリカ合衆国）
- 7日
  - 警視庁物語 血液型の秘密 （ 日本）
  - 桃太郎侍 南海の鬼 （ 日本）
- 11日
  - 太陽がいっぱい （ フランス /  イタリア）
  - ビスマルク号を撃沈せよ! （ アメリカ合衆国）
- 18日
  - 男の怒りをぶちまけろ （ 日本）
  - 俺は流れ星 （ 日本）
- 21日
  - 警視庁物語 聞き込み （ 日本）
- 22日
  - ハバナの男 （ イギリス）
- 23日
  - 刑事 （ イタリア）
- 26日
  - 怪談累が淵 （ 日本）
- 29日
  - 赤い夕陽の渡り鳥 （ 日本）

### 7月
- 1日
  - 刑事物語 小さな目撃者（ 日本）
- 3日
  - ポンペイ最後の日 ( イタリア)
- 9日
  - 激戦モンテカシノ（ 西ドイツ /  フランス）
  - 霧笛が俺を呼んでいる（ 日本）
- 10日
  - 切られ与三郎（ 日本）
  - 三人の顔役（ 日本）
- 12日
  - 新・三等重役 亭主教育の巻（ 日本）
  - 夜の流れ（ 日本）
- 16日
  - 吸血鬼ドラキュラの花嫁（ イギリス）
- 20日
  - 五人の札つき娘（ アメリカ合衆国 /  イタリア）
- 30日
  - 地獄（ 日本）
- 31日
  - 大学の山賊たち（ 日本）

### 8月
- 3日
  - 札束とお嬢さん （ アメリカ合衆国）
- 9日
  - 安珍と清姫 （ 日本）
  - 太陽の墓場 （ 日本）
  - 八百屋お七 江戸祭り一番娘 （ 日本）
  - 夜は嘘つき （ 日本）
- 10日
  - 喧嘩太郎 （ 日本）
- 14日
  - 男対男 （ 日本）
  - 拳銃無頼帖 不敵に笑う男 （ 日本）
  - バファロー大隊 （ アメリカ合衆国）
- 19日
  - あこがれ （ フランス）
- 21日
  - 続・番頭はんと丁稚どん （ 日本）
- 24日
  - 足にさわった女 （ 日本）
- 27日
  - 花嫁吸血魔 （ 日本）
- 28日
  - 濹東綺譚 （ 日本）
- 30日
  - 悪の実力者 （ アメリカ合衆国）

### 9月
- 1日
  - マラソンの戦い（ イタリア /  フランス）
- 3日
  - 南海の狼火 （ 日本）
- 4日
  - サイコ （ アメリカ合衆国）
  - 流血の谷（ アメリカ合衆国）[3]
- 11日
  - 敵は本能寺にあり （ 日本）
- 15日
  - 悪い奴ほどよく眠る （ 日本）
- 16日
  - 最後の酋長 （ アメリカ合衆国）
- 17日
  - 逢う時はいつも他人 （ アメリカ合衆国）
  - 海の情事に賭けろ （ 日本）
  - 非情の罠 （ アメリカ合衆国）
- 18日
  - がめつい奴 （ 日本）
- 20日
  - 甘い生活 （ イタリア /  フランス）
  - 疵千両 （ 日本）
  - 誰よりも君を愛す （ 日本）
- 23日
  - アッシャー家の惨劇 （ アメリカ合衆国）
  - ハンニバル （ イタリア）

### 10月
- 1日
  - 秋立ちぬ （ 日本）
- 6日
  - 許されざる者 （ アメリカ合衆国）
- 8日
  - アパートの鍵貸します （ アメリカ合衆国）
- 9日
  - 日本の夜と霧 （ 日本）
- 15日
  - 激闘の地平線 （ 日本）
- 16日
  - がんばれ! 盤嶽 （ 日本）
  - 地の涯に生きるもの （ 日本）
- 18日
  - 大菩薩峠 （ 日本）
- 20日
  - 顔のない眼 （ フランス /  イタリア）
- 22日
  - チャップリンの独裁者 （ アメリカ合衆国）
  - 幌馬車は行く （ 日本）
- 26日
  - あした晴れるか （ 日本）
  - よせよ恋なんて （ 日本）
- 30日
  - 唄祭ロマンス道中 （ 日本）
  - 独立愚連隊西へ （ 日本）
  - 波の塔 （ 日本）

### 11月
- 1日
  - おとうと （ 日本）
  - 鎮花祭 （ 日本）
- 3日
  - 人間の運命 （ ソビエト連邦）
- 5日
  - 戦う若者たち （ アメリカ合衆国）
- 6日
  - 許されざる者 （ アメリカ合衆国）
- 8日
  - 大いなる驀進 （ 日本）
  - 墓場なき野郎ども （ フランス）
  - 武器なき斗い （ 日本）
- 9日
  - ガラスの中の少女 （ 日本）
- 12日
  - 錆びた鎖 （ 日本）
  - 情熱の花 （ 日本）
- 13日
  - 秋日和 （ 日本）
  - 筑豊のこどもたち （ 日本）
  - 花のセールスマン 背広三四郎 （ 日本）
- 14日
  - 一本刀土俵入り （ 日本）
- 17日
  - フランス女性と恋愛 （ フランス）
- 19日
  - 赤坂の姉妹より 夜の肌 （ 日本）
  - 黒い肖像 （ アメリカ合衆国）
  - まぼろし探偵 恐怖の宇宙人 （ 日本）
- 20日
  - お姐ちゃんはツイてるぜ （ 日本）
- 22日
  - 孤独な関係 （ アメリカ合衆国）
  - 忠直卿行状記 （ 日本）
  - わんぱく公子 （ 日本）
- 26日
  - 地獄へ片足 （ アメリカ合衆国）
- 29日
  - 第六の容疑者 （ 日本）
  - みな殺しの歌より 拳銃よさらば! （ 日本）

### 12月
- 1日
  - ママは腕まくり （ アメリカ合衆国）
- 3日
  - 拳銃無頼帖 明日なき男 （ 日本）
  - 殺人会社 （ アメリカ合衆国）
  - まぼろし探偵 幽霊塔の大魔術団 （ 日本）
- 10日
  - 俺の墓標は立てるな （ アメリカ合衆国）
- 11日
  - ガス人間第一号 （ 日本）
  - 金づくり太閤記 （ 日本）
- 13日
  - ナポリ湾 （ アメリカ合衆国）
- 14日
  - 黒い樹海 （ 日本）
- 15日
  - スパルタカス （ アメリカ合衆国）
- 20日
  - 夜が泣いている （ アメリカ合衆国）
- 22日
  - バターフィールド8 （ アメリカ合衆国）
  - ヨーロッパの夜 （ イタリア /  フランス）
- 23日
  - 裸の島 （ 日本）
- 24日
  - アラモ （ アメリカ合衆国）
- 25日
  - オーシャンと十一人の仲間 （ アメリカ合衆国）
  - サザエさんとエプロンおばさん （ 日本）
  - サラリーマン忠臣蔵 （ 日本）
  - 南太平洋ボロ船作戦 （ アメリカ合衆国）
- 27日
  - あんみつ姫の武者修業 （ 日本）
  - 恋をしましょう （ アメリカ合衆国）
  - 三兄弟の決闘 （ 日本）
  - 大菩薩峠 竜神の巻 （ 日本）
  - 闘牛に賭ける男 （ 日本）
  - 若者のすべて （ イタリア /  フランス）
- 29日
  - 失われた世界 （ アメリカ合衆国）